# Drużynowe mistrzostwa Bułgarii w szachach
Drużynowe mistrzostwa Bułgarii w szachach – drużynowe rozgrywki szachowe w Bułgarii, organizowana przez Byłgarską federaciję po szachmat 2022. Zwycięzca rozgrywek zostaje mistrzem Bułgarii. Mistrzostwa odbywają się od 1950 roku.

## Historia
Mistrzostwa odbywają się od 1950 roku, pierwszym mistrzem był Czerweno Zname Sofia. Większość edycji odbywała się systemem każdy z każdym, jednak w kilkunastu sezonach rozgrywano mistrzostwa, w których wyłaniano drużyny awansujące do ścisłego finału. W latach 1998–2001 i 2004–2005 najwyższa liga była rozgrywana systemem szwajcarskim, wówczas uczestniczyło w niej około 20 zespołów. Od 2006 roku powrócono do systemu każdy z każdym.

## Medaliści
| Sezon | 1. miejsce                                            | 2. miejsce                                            | 3. miejsce                                            | Źródło |
| ----- | ----------------------------------------------------- | ----------------------------------------------------- | ----------------------------------------------------- | ------ |
| 1950  | Czerweno Zname Sofia                                  | Akademik Sofia                                        | Narodna Wojska Sofia                                  | [ 2 ]  |
| 1951  | Akademik Sofia                                        | Czerweno Zname Sofia                                  | Narodna Wojska Sofia                                  | [ 3 ]  |
| 1952  | Akademik Sofia                                        | Czerweno Zname Sofia                                  | CDNA Sofia                                            | [ 4 ]  |
| 1953  | Akademik Sofia                                        | Czerweno Zname Sofia                                  | CDNA Sofia                                            | [ 5 ]  |
| 1954  | Akademik Sofia                                        | CDNA Sofia                                            | Łokomotiw Sofia                                       | [ 6 ]  |
| 1955  | Sofia                                                 | Płowdiw                                               | Ruse                                                  | [ 7 ]  |
| 1956  | Akademik Sofia                                        | Dinamo Sofia                                          | Czerweno Zname Sofia                                  | [ 8 ]  |
| 1957  | mistrzostwa nie odbyły się                            | mistrzostwa nie odbyły się                            | mistrzostwa nie odbyły się                            | [ 1 ]  |
| 1958  | Akademik Sofia                                        | Lewski Sofia                                          | Płowdiw                                               | [ 9 ]  |
| 1959  | Akademik Sofia                                        | Lewski Sofia                                          | Płowdiw                                               | [ 10 ] |
| 1960  | Akademik Sofia                                        | Czerweno Zname Sofia                                  | Ruse                                                  | [ 11 ] |
| 1961  | Akademik Sofia                                        | Płowdiw                                               | Lewski Sofia                                          | [ 12 ] |
| 1962  | Płowdiw                                               | Septemwri Sofia                                       | Akademik Sofia                                        | [ 13 ] |
| 1963  | Lewski Sofia                                          | Akademik Sofia                                        | Płowdiw                                               | [ 14 ] |
| 1964  | Łokomotiw Płowdiw                                     | Akademik Sofia                                        | Lewski Sofia                                          | [ 15 ] |
| 1965  | Łokomotiw Płowdiw                                     | Lewski Sofia                                          | Akademik Sofia                                        | [ 16 ] |
| 1966  | Akademik Sofia                                        | Łokomotiw Płowdiw                                     | Czerweno Zname Sofia                                  | [ 17 ] |
| 1967  | Akademik Sofia                                        |                                                       |                                                       | [ 1 ]  |
| 1968  | Łokomotiw Płowdiw                                     | Łokomotiw Sofia                                       | Akademik Sofia                                        | [ 18 ] |
| 1969  | ŻSK-Sławia Sofia                                      | Łokomotiw Płowdiw                                     | Lewski-Spartak Sofia                                  | [ 19 ] |
| 1970  | Łokomotiw Płowdiw                                     | ŻSK-Sławia Sofia                                      | Akademik Sofia                                        | [ 20 ] |
| 1971  | Akademik Sofia                                        | Łokomotiw Płowdiw                                     | Łokomotiw Sofia                                       | [ 21 ] |
| 1972  | Sławia Sofia                                          | Akademik Sofia                                        | Łokomotiw Płowdiw                                     | [ 22 ] |
| 1973  | Sławia Sofia                                          | Łokomotiw Płowdiw                                     | Akademik Sofia                                        | [ 23 ] |
| 1974  | Łokomotiw Płowdiw                                     | Sławia Sofia                                          | Akademik Sofia                                        | [ 24 ] |
| 1975  | Sławia Sofia                                          | Łokomotiw Płowdiw                                     | Spartak Warna                                         | [ 25 ] |
| 1976  | Sławia Sofia                                          | Łokomotiw Płowdiw                                     | Łokomotiw Sofia                                       | [ 26 ] |
| 1977  | Sławia Sofia                                          | Łokomotiw Płowdiw                                     | Akademik Sofia                                        | [ 27 ] |
| 1978  | Łokomotiw Płowdiw                                     | Sławia Sofia                                          | Łokomotiw Sofia                                       | [ 28 ] |
| 1979  | Sławia Sofia                                          | Łokomotiw Płowdiw                                     | Akademik Sofia                                        | [ 29 ] |
| 1980  | Łokomotiw Płowdiw                                     | Sławia Sofia                                          | CSKA Septemwrijsko Zname Sofia                        | [ 30 ] |
| 1981  | Sławia Sofia                                          | Łokomotiw Płowdiw                                     | CSKA Septemwrijsko Zname Sofia                        | [ 31 ] |
| 1982  | Sławia Sofia                                          | Łokomotiw Sofia                                       | Łokomotiw Płowdiw                                     | [ 32 ] |
| 1983  | Sławia Sofia                                          | Łokomotiw Sofia                                       | Łokomotiw Płowdiw                                     | [ 33 ] |
| 1984  | Sławia Sofia                                          | Łokomotiw Płowdiw                                     | Łokomotiw Sofia                                       | [ 34 ] |
| 1985  | Sławia Sofia                                          |                                                       |                                                       | [ 1 ]  |
| 1986  | Sławia Sofia                                          |                                                       |                                                       | [ 1 ]  |
| 1987  | Sławia Sofia                                          |                                                       |                                                       | [ 1 ]  |
| 1988  | CSKA Septemwrijsko Zname Sofia                        |                                                       |                                                       | [ 1 ]  |
| 1989  | Sławia Sofia                                          | Lewski-Spartak Sofia                                  | Łokomotiw Płowdiw                                     | [ 35 ] |
| 1990  | CSKA Sofia                                            | Łokomotiw Płowdiw                                     | Sławia Sofia                                          | [ 36 ] |
| 1991  | Łokomotiw Płowdiw                                     |                                                       |                                                       | [ 1 ]  |
| 1993  | Łokomotiw Płowdiw                                     | Sławia Sofia                                          | Chimik Widyń                                          | [ 37 ] |
| 1994  | Łokomotiw Płowdiw                                     | Sławia Sofia                                          | Akademik Sofia                                        | [ 38 ] |
| 1995  | Sławia Sofia                                          |                                                       |                                                       | [ 1 ]  |
| 1996  | Łokomotiw Sofia                                       |                                                       |                                                       | [ 1 ]  |
| 1997  | Łokomotiw Płowdiw                                     |                                                       |                                                       | [ 1 ]  |
| 1998  | Łokomotiw Sofia                                       |                                                       |                                                       | [ 1 ]  |
| 1999  | Łokomotiw Sofia                                       |                                                       |                                                       | [ 1 ]  |
| 2000  | Łokomotiw Sofia                                       | Dawidow Sandanski                                     | Łokomotiw 2000 Płowdiw                                | [ 39 ] |
| 2001  | Łokomotiw Sofia                                       | Perun Kresna                                          | Dawidow Sandanski                                     | [ 40 ] |
| 2002  | Łokomotiw Sofia                                       |                                                       |                                                       | [ 1 ]  |
| 2003  | Dawidow Sandanski                                     |                                                       |                                                       | [ 1 ]  |
| 2004  | Łokomotiw Sofia                                       | Łokomotiw Płowdiw                                     | Łokomotiw 2000 Płowdiw                                | [ 41 ] |
| 2005  | Łokomotiw 2000 Płowdiw                                | Łukoil-Neftochimik Burgas                             | Łokomotiw Płowdiw                                     | [ 42 ] |
| 2006  | Łukoil-Neftochimik Burgas                             | Łokomotiw 2000 Płowdiw                                | Łokomotiw Płowdiw                                     | [ 43 ] |
| 2007  | Łokomotiw 2000 Płowdiw                                | Łokomotiw Sofia                                       | Łukoil-Neftochimik Burgas                             | [ 44 ] |
| 2008  | Łokomotiw Sofia                                       | CSKA Sofia                                            | Łukoil-Neftochimik Burgas                             | [ 45 ] |
| 2009  | Łokomotiw Sofia                                       | Łukoil-Neftochimik Burgas                             | CSKA Sofia                                            | [ 46 ] |
| 2010  | Najden Wojnow Widyń                                   | CSKA Sofia                                            | Łokomotiw Płowdiw                                     | [ 47 ] |
| 2011  | Najden Wojnow Widyń                                   | Łokomotiw Płowdiw                                     | Łokomotiw Sofia                                       | [ 48 ] |
| 2012  | Łokomotiw Płowdiw                                     | Łokomotiw 2000 Płowdiw                                | Abritus Razgrad                                       | [ 49 ] |
| 2013  | Abritus Razgrad                                       | Łokomotiw Płowdiw                                     | Łokomotiw Sofia                                       | [ 50 ] |
| 2014  | Abritus Razgrad                                       | CSKA Sofia                                            | Łokomotiw Płowdiw                                     | [ 51 ] |
| 2015  | Abritus Razgrad                                       | Marica-Iztok Radnewo                                  | CSKA Sofia                                            | [ 52 ] |
| 2016  | ChessBomb Płowdiw                                     | Marica-Iztok Radnewo                                  | Abritus Razgrad                                       | [ 53 ] |
| 2017  | Abritus Razgrad                                       | OSzK Pazardżik                                        | ChessBomb Płowdiw                                     | [ 54 ] |
| 2018  | Abritus Razgrad                                       | Sinite Kamani Sliwen                                  | ChessBomb Płowdiw                                     | [ 55 ] |
| 2019  | Abritus Razgrad                                       | ChessBomb Płowdiw                                     | OSzK Pazardżik                                        | [ 56 ] |
| 2020  | mistrzostwa nie odbyły się z powodu pandemii COVID-19 | mistrzostwa nie odbyły się z powodu pandemii COVID-19 | mistrzostwa nie odbyły się z powodu pandemii COVID-19 |        |
| 2021  | Abritus Razgrad                                       | Sławia Sofia                                          | ChessBomb Płowdiw                                     | [ 57 ] |
| 2022  | Burgas 64                                             | Abritus Razgrad                                       | ChessBomb Płowdiw                                     | [ 58 ] |
| 2023  | Burgas 64                                             | Sławia Sofia                                          | SzK Wraca                                             | [ 59 ] |
| 2024  | Burgas 64                                             | Sławia Sofia                                          | Spartak Plewen XXI                                    | [ 60 ] |